# Emilia-Romagnas Grand Prix 2020
Emilia-Romagnas Grand Prix 2020, officiellt Formula 1 Emirates Gran Premio Dell'emilia Romagna 2020, var ett Formel 1-lopp som kördes den 1 november 2020 på Autodromo Enzo e Dino Ferrari i Italien. Loppet var det trettonde loppet ingående i Formel 1-säsongen 2020 och kördes över 63 varv. Det var det första loppet på banan sedan San Marinos Grand Prix 2006.
Vinnaren av loppet var Lewis Hamilton för Mercedes följt av stallkamraten Valtteri Bottas och Renault-föraren Daniel Ricciardo på en tredjeplats. Mercedes tog även hem sitt sjunde raka konstruktörsmästerskap.

## Kvalet

### Resultat
| KR. | Nr | Förare             | Konstruktör               | Q1       | Q2       | Q3       | Grid |
| --- | -- | ------------------ | ------------------------- | -------- | -------- | -------- | ---- |
| 1   | 77 | Valtteri Bottas    | Mercedes                  | 1:14,221 | 1:14,585 | 1:13,609 | 1    |
| 2   | 44 | Lewis Hamilton     | Mercedes                  | 1:14,229 | 1:14,643 | 1:13,706 | 2    |
| 3   | 33 | Max Verstappen     | Red Bull Racing-Honda     | 1:15,034 | 1:14,974 | 1:14,176 | 3    |
| 4   | 16 | Pierre Gasly       | Alpha Tauri-Honda         | 1:15,183 | 1:14,681 | 1:14,502 | 4    |
| 5   | 3  | Daniel Ricciardo   | Renault                   | 1:15,474 | 1:14,953 | 1:14,520 | 5    |
| 6   | 23 | Alexander Albon    | Red Bull Racing-Honda     | 1:15,402 | 1:14,745 | 1:14,572 | 6    |
| 7   | 16 | Charles Leclerc    | Ferrari                   | 1:15,123 | 1:15,017 | 1:14,616 | 7    |
| 8   | 26 | Daniil Kvyat       | Alpha Tauri-Honda         | 1:15,412 | 1:15,022 | 1:14,696 | 8    |
| 9   | 4  | Lando Norris       | McLaren-Renault           | 1:15,274 | 1:15,051 | 1:14,814 | 9    |
| 10  | 55 | Carlos Sainz, Jr.  | McLaren-Renault           | 1:15,528 | 1:15,027 | 1:14,911 | 10   |
| 11  | 11 | Sergio Pérez       | Racing Point-BWT Mercedes | 1:15,407 | 1:15,061 | 0        | 11   |
| 12  | 31 | Esteban Ocon       | Renault                   | 1:15,352 | 1:15,201 | 0        | 12   |
| 13  | 5  | Sebastian Vettel   | Ferrari                   | 1:15,760 | 1:15,323 | 0        | 13   |
| 14  | 63 | George Russell     | Williams-Mercedes         | 1:15,571 | 1:15,385 | 0        | 14   |
| 15  | 18 | Lance Stroll       | Racing Point-BWT Mercedes | 1:15,822 | 1:15,494 | 0        | 15   |
| 16  | 8  | Romain Grosjean    | Haas-Ferrari              | 1:15,918 | 0        | 0        | 16   |
| 17  | 20 | Kevin Magnussen    | Haas F1 Team-Ferrari      | 1:15,939 | 0        | 0        | 17   |
| 18  | 7  | Kimi Räikkönen     | Alfa Romeo-Ferrari        | 1:15,953 | 0        | 0        | 18   |
| 19  | 6  | Nicholas Latifi    | Williams-Mercedes         | 1:15,987 | 0        | 0        | 19   |
| 20  | 99 | Antonio Giovinazzi | Alfa Romeo-Ferrari        | 1:16,208 | 0        | 0        | 20   |

| Vidare från första kvalrundan ▬▬ Vidare från andra kvalrundan ▬▬ |

107 %-gränsen: 1:19,416
Källor: 

## Loppet
Lewis Hamilton vinner loppet följt av Valtteri Bottas och Renault-föraren Daniel Ricciardo som tar sitt andra podium för Renault denna säsongen. Daniil Kvyat på en fjärdeplats, bästa placeringen av Scuderia Alpha Tauri efter att Pierre Gasly tvingades avbryta sitt lopp.

### Resultat
| Pos. | Nr | Förare             | Konstruktör          | Varv | Tid          | Grid | P   |
| ---- | -- | ------------------ | -------------------- | ---- | ------------ | ---- | --- |
| 1    | 44 | Lewis Hamilton     | Mercedes             | 63   | 1:28:32,430  | 2    | 261 |
| 2    | 77 | Valtteri Bottas    | Mercedes             | 63   | +5,783       | 1    | 18  |
| 3    | 3  | Daniel Ricciardo   | Renault F1           | 63   | +14,430      | 5    | 15  |
| 4    | 26 | Daniil Kvyat       | Scuderia Alpha Tauri | 63   | +15,141      | 8    | 12  |
| 5    | 16 | Charles Leclerc    | Scuderia Ferrari     | 63   | +19,111      | 7    | 10  |
| 6    | 11 | Sergio Pérez       | Racing Point         | 63   | +19,652      | 11   | 8   |
| 7    | 55 | Carlos Sainz, Jr.  | McLaren              | 63   | +20,230      | 10   | 6   |
| 8    | 4  | Lando Norris       | McLaren              | 63   | +21,131      | 9    | 4   |
| 9    | 7  | Kimi Räikkönen     | Alfa Romeo F1        | 63   | +22,224      | 18   | 2   |
| 10   | 99 | Antonio Giovinazzi | Alfa Romeo F1        | 63   | +26,398      | 20   | 1   |
| 11   | 6  | Nicholas Latifi    | Williams F1          | 63   | +27,135      | 19   | 0   |
| 12   | 5  | Sebastian Vettel   | Scuderia Ferrari     | 63   | +28,453      | 14   | 0   |
| 13   | 18 | Lance Stroll       | Racing Point         | 63   | +29,163      | 15   | 0   |
| 14   | 8  | Romain Grosjean    | Haas F1 Team         | 63   | +32,9352     | 16   | 0   |
| 15   | 23 | Alexander Albon    | Red Bull Racing      | 63   | +57,284      | 6    | 0   |
| RET  | 20 | George Russell     | Williams F1          | 51   |              | 13   | 0   |
| RET  | 8  | Max Verstappen     | Red Bull Racing      | 50   |              | 3    | 0   |
| RET  | 31 | Kevin Magnussen    | Haas F1 Team         | 47   |              | 17   | 0   |
| RET  | 31 | Esteban Ocon       | Renault F1           | 27   |              | 12   | 0   |
| RET  | 18 | Pierre Gasly       | Scuderia Alpha Tauri | 8    | Skada på bil | 4    | 0   |

| Förare och stall som tog poäng ▬▬ |

- ^1  – Inkluderar en extra poäng för snabbaste varv.

- ^2  – Romain Grosjean tilldelas ett fem sekunders strafftillägg och degraderades från tolfte plats till fjortonde plats.[4][5]